# Твердиловский сельсовет
Твердиловский сельсовет — муниципальное образование в Бузулукском районе Оренбургской области.
Административный центр — село Твердилово.

## Административное устройство
В состав сельского поселения входят 2 населённых пункта:
- село Твердилово,
- село Лоховка.

## Достопримечательности
- Памятник воинам, погибшим в годы ВОВ.